# 15A busz (Sopron)
A soproni 15A jelzésű autóbusz Lackner Krtistóf utca, autóbusz-állomás és Balf, palackozóüzem, valamint Balf, palackozóüzem és Csőszház dűlő végállomások között közlekedik.

## Története
A járat 2024. december 16-án indult a korábbi 7E és 27E buszok utódjaként. Alapjárata, a 15-ös jelzésű busz az Anger-rét helyett az Aranyhegyi lakópark érintésével közlekedik, viszont az a járat Balf irányába is megáll a Széchenyi téren. Az új járatpár az elődjeihez képest jelentősen hosszabb útvonalon közlekedik, ezzel jobb szolgáltatást biztosít az iskolás utasforgalom számára.
 Egyes indulások esetén az autóbuszok csak a Lackner Kristóf utca, autóbusz-állomás és Balf, palackozóüzem között járnak.

## Útvonal
| Lackner Kristóf utca, autóbusz-állomás → Balf, palackozóüzem |
| --- |
| Lackner Kristóf utca, autóbusz-állomás végállomás – Lackner Kristóf utca – Ógabona tér – Petőfi tér – Széchenyi tér – Móricz Zsigmond utca – Magyar utca – Kőfaragó tér – Fapiac utca – Híd utca – Balfi út – Fürdő sor – Bozi utca – Fő utca – Balf, palackozóüzem végállomás |

| Balf, palackozóüzem → Csőszház dűlő |
| --- |
| Balf, palackozóüzem végállomás – Fő utca – Bozi utca – Fürdő sor – Balfi út – Híd utca – Fapiac utca – Kőfaragó tér – Magyar utca – Ötvös utca – Várkerület – Széchenyi tér – Petőfi tér – Ógabona tér – Lackner Kristóf utca – Patak utca – Bécsi út – Virágvölgyi út – Hubertusz utca – Csőszház dűlő végállomás |

## Megállóhelyek
| Távolság (km) | Idő (perc) | Megállóhely neve                       | Idő (perc) | Távolság (km) | Átszállási lehetőségek | Fontosabb nevezetességek, helyek, áruházak és intézmények a közelben |
| ------------- | ---------- | -------------------------------------- | ---------- | ------------- | --- | --- |
| –             | –          | Csőszház dűlő                          | 26         | 12,1          | 7B, 15, 27B | |
| –             | –          | Virágvölgy, Tercia Hubertus étterem    | 25         | 11,1          | 7B, 15, 27B | Soproni bobpálya Bécsi-domb Interaktív tanösvény |
| –             | –          | Bécsi út                               | 23         | 10,5          | 5Y, 7, 7B, 7T, 15, 17, 27, 27B, 27T | |
| 0             | 0          | Lackner Kristóf utca, autóbusz-állomás | 22         | 10,2          | 1, 2, 3, 3Y, 4, 5, 5A, 5B, 5T, 5Y, 7, 7A, 7B, 7T, 8, 10, 10B, 10Y, 11Y, 12, 12B, 13, 13B, 14, 14B, 15, 17, 21, 27, 27A, 27B, 27T, 32, 33 Helyközi és távolsági autóbuszjáratok | Soproni autóbusz-állomás Soproni Rendőrkapitányság Káposztás utcai Stadion INTERSPAR áruház Vásárcsarnok                                                                                        |
| 0,3           | 2          | Ógabona tér, Újteleki utca             | 20         | 9,8           | 1, 2, 3Y, 4, 5, 5A, 5B, 5T, 7, 7A, 7B, 7T, 10, 10B, 10Y, 11Y, 12, 12B, 13, 14, 14B, 15, 32, 33                                                                                 | Tűztorony Városháza Szentháromság-szobor Szent György-templom |
| –             | –          | Széchenyi tér                          | 18         | 9,3           | 1, 2, 3Y, 4, 5, 5A, 5B, 5T, 7, 7A, 7B, 7T, 10, 10B, 10Y, 11, 11A, 11B, 11Y, 12, 12B, 13B, 14, 14B, 15, 22, 27, 27A, 27B, 27T, 27Y, 32, 33                                      | Liszt Ferenc Konferencia- és Kulturális Központ Soproni Petőfi Színház Posta Soproni Szent Júdás Tádé-templom SOE Lámfalussy Sándor Közgazdaságtudományi Kar Európa leghosszabb tere – Deák tér |
| –             | –          | Várkerület, Ötvös utca                 | 16         | 9,1           | 1, 2, 3Y, 4, 5, 5A, 5B, 5T, 7, 7A, 7B, 7T, 10, 10B, 10Y, 11, 11A, 11B, 11Y, 12, 12B, 13B, 14, 14B, 15, 22, 27, 27A, 27B, 27T, 27Y, 32, 33                                      | Liszt Ferenc Konferencia- és Kulturális Központ Soproni Petőfi Színház Posta Soproni Szent Júdás Tádé-templom SOE Lámfalussy Sándor Közgazdaságtudományi Kar Európa leghosszabb tere – Deák tér |
| 1,1           | 4          | Móricz Zsigmond utca                   | –          | –             | 13, 14, 14B, 15, 33 | |
| 1,5           | 6          | Fapiac                                 | 15         | 8,4           | 5B, 5Y, 7, 7A, 7B, 7T, 11A, 11Y, 13, 13B, 14, 14B, 15, 27, 27A, 27B, 27T, 27Y, 33                                                                                              | Szent István park Soproni Szent István Plébánia |
| 2,1           | 7          | Híd utca, Balfi út                     | 14         | 7,9           | 5B, 5Y, 7, 7A, 7B, 7T, 13, 13B, 14, 14B, 15, 27, 27A, 27B, 27T, 27Y, 33 | Soproni Szent Kereszt kápolna |
| 2,5           | 9          | Balfi út, evangélikus temető           | 12         | 7,4           | 5B, 14, 14B | Evangélikus temető |
| 2,8           | 10         | Anger-rét, sporttelep                  | 11         | 7,1           | 5B, 14, 14B | Anger réti sporttelep |
| 3,3           | 11         | Balfi út, autószalon                   | 10         | 6,4           | 5B, 14, 14B, 15 | |
| 3,9           | 12         | Töpler Kálmán utca                     | 9          | 6,0           | 5B, 14, 14B, 15 | |
| 4,9           | 14         | Pihenőkereszt                          | 7          | 5,0           | 14, 14B, 15 | |
| 5,8           | 15         | Balfi erdősarok                        | 6          | 4,2           | 14, 14B, 15 | |
| 8,4           | 18         | Balf, szanatórium                      | 3          | 1,5           | 14, 14B, 15 | Gyógyfürdőkórház Balf Balf fürdő |
| 8,8           | 19         | Balf, központ                          | 2          | 1,1           | 14, 14B, 15 | Gyógyfürdőkórház Balf Balf fürdő |
| 9,9           | 21         | Balf, palackozóüzem                    | 0          | 0             | 14B, 15 | Balfi Ásványvíz Üzem |